# روکاسترادا
روکاسترادا (به ایتالیایی: Roccastrada) یک کومونه در ایتالیا است که در استان گروستو واقع شده‌است.

## خصوصیات
روکاسترادا ۲۸۴٫۸ کیلومترمربع مساحت و ۹٬۶۳۸ نفر جمعیت دارد و ۴۷۵ متر بالاتر از سطح دریا واقع شده‌است.